# Давидівка (Голованівський район)
Дави́дівка — село в Україні, у Перегонівській сільській громаді Голованівського району Кіровоградської області. Населення становить 155 осіб.

## Історія
В книзі 1895 року, автором якої є В.Б.Антонович, яка має назву "Археологічна мапа Київської губернії"  зазначено, що в селі Давидівка є 3 кургани. 
В книзі Похилевича 1864 року "Сказання про населені місцевості Київської губернії" вказано, що Давидівна село в 1 верстві нижче села Полонистого, по річці Ятрані. Всього мешканців 280; землі 907 десятин. Належить Євфросинії Непокойчицькій і 4 її синам. Церква Покровська, дерев'яна, 7 класу; землі має указну пропорцію; збудована в 1858 році на місці вітхої. До неї зачислене: село Табанова, яке лежить на півострові, де згиб річки Ятрань, в 2 верстах нижче с. Давидівки. 

## Населення
Згідно з переписом УРСР 1989 року чисельність наявного населення села становила 299 осіб, з яких 133 чоловіки та 166 жінок.
За переписом населення України 2001 року в селі мешкала 241 особа.

### Мова
Розподіл населення за рідною мовою за даними перепису 2001 року:
| Мова       | Відсоток |
| ---------- | -------- |
| українська | 97,93 %  |
| російська  | 2,07 %   |

## Відомі люди
Уродженцем села є видатний краєзнавець, заслужений працівник культури України та засновника музею історії с. Підвисоке Новоархангельського району Д. І. Фартушняк.